# Rosenbergia bismarckiana
Rosenbergia bismarckiana là một loài bọ cánh cứng trong họ Cerambycidae.